# Коулд Спринг (Кентаки)
Коулд Спринг (енгл. Cold Spring) град је у америчкој савезној држави Кентаки.

## Демографија
По попису из 2010. године број становника је 5.912, што је 2.106 (55,3%) становника више него 2000. године.
| Група             | 2000.         | 2010.         |
| Белци             | 3.733 (98,1%) | 5.683 (96,1%) |
| Афроамериканци    | 16 (0,4%)     | 62 (1,0%)     |
| Азијати           | 18 (0,5%)     | 86 (1,5%)     |
| Хиспаноамериканци | 12 (0,3%)     | 42 (0,7%)     |
| Укупно            | 3.806         | 5.912         |